# Mehdi Dorval
Mehdi Dorval, né le 9 février 2001 à Paris (France), est un footballeur algérien. Il joue au poste de latéral droit avec le club italien du SSC Bari.

## Biographie
Mehdi Dorval commence sa carrière senior à Aubervilliers, avant de partir en Italie au début de 2021 et de jouer pour les clubs de Serie D A.S. Fasano et l’Audace Cerignola.
Le 2 juillet 2022, Dorval signe un contrat de trois ans avec le club de Serie B le SSC Bari. Il fait ses débuts pour le club le 28 août 2022, lors d'une victoire 1-3 en championnat contre AC Pérouse.
En avril 2023, il renouvele son contrat avec Bari jusqu'en juin 2026.

## Vie privée
Mehdi Dorval est né en France d’un père réunionnais et d’une mère algérienne.

## Statistiques

### En club
| Saison                | Club                  | Championnat           | Championnat | Championnat | Championnat | Coupe(s) nationale(s) | Coupe(s) nationale(s) | Coupe(s) nationale(s) | Total | Total | Total |
| Saison                | Club                  | Division              | M.          | B.          | P.d.        | M.                    | B.                    | P.d.                  | M.    | B.    | P.d.  |
| 2020-2021             | FCM Aubervilliers     | National 3            | 2           | 0           | 0           | -                     | -                     | -                     | 2     | 0     | 0     |
| 2020-2021             | A.S. Fasano           | Serie D               | 16          | 0           | 2           | -                     | -                     | -                     | 16    | 0     | 2     |
| 2021-2022             | Audace Cerignola      | Serie D               | 36          | 1           | 7           | 5                     | 0                     | 0                     | 41    | 1     | 7     |
| 2022-2023             | SSC Bari              | Serie B               | 21          | 0           | 1           | 1                     | 0                     | 0                     | 22    | 0     | 1     |
| 2023-2024             | SSC Bari              | Serie B               | 37          | 1           | 3           | 1                     | 0                     | 0                     | 38    | 1     | 3     |
| 2024-2025             | SSC Bari              | Serie B               | 36          | 4           | 4           | 1                     | 0                     | 0                     | 37    | 4     | 4     |
| 2025-2026             | SSC Bari              | Serie B               | -           | -           | -           | 1                     | 0                     | 0                     | 1     | 0     | 0     |
| Sous-total            | Sous-total            | Sous-total            | 94          | 5           | 8           | 4                     | 0                     | 0                     | 98    | 5     | 8     |
| Total sur la carrière | Total sur la carrière | Total sur la carrière | 148         | 6           | 17          | 9                     | 0                     | 0                     | 157   | 6     | 17    |